# Hering (Otzberg)

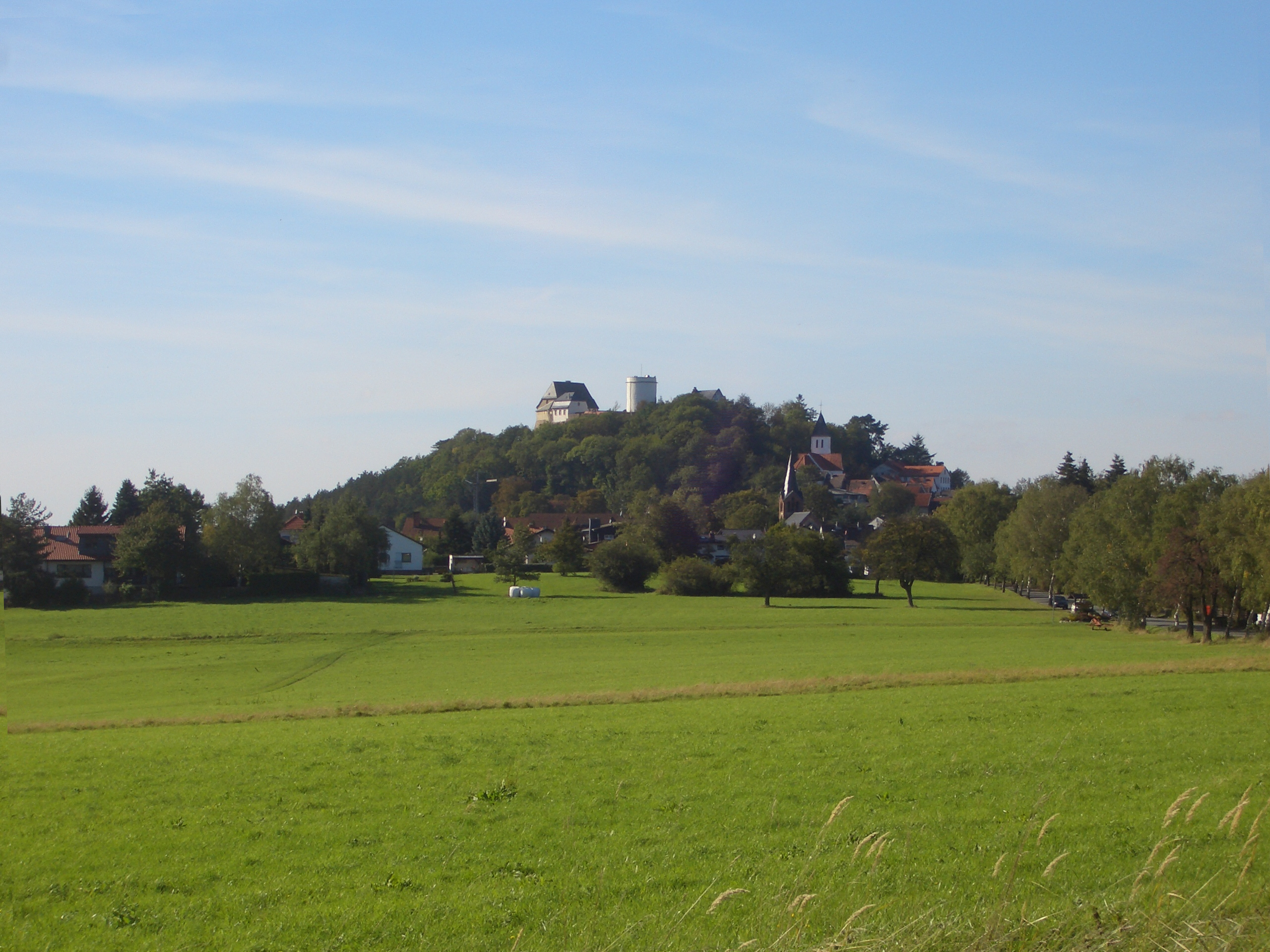
Der Otzberg mit Hering und der Veste Otzberg

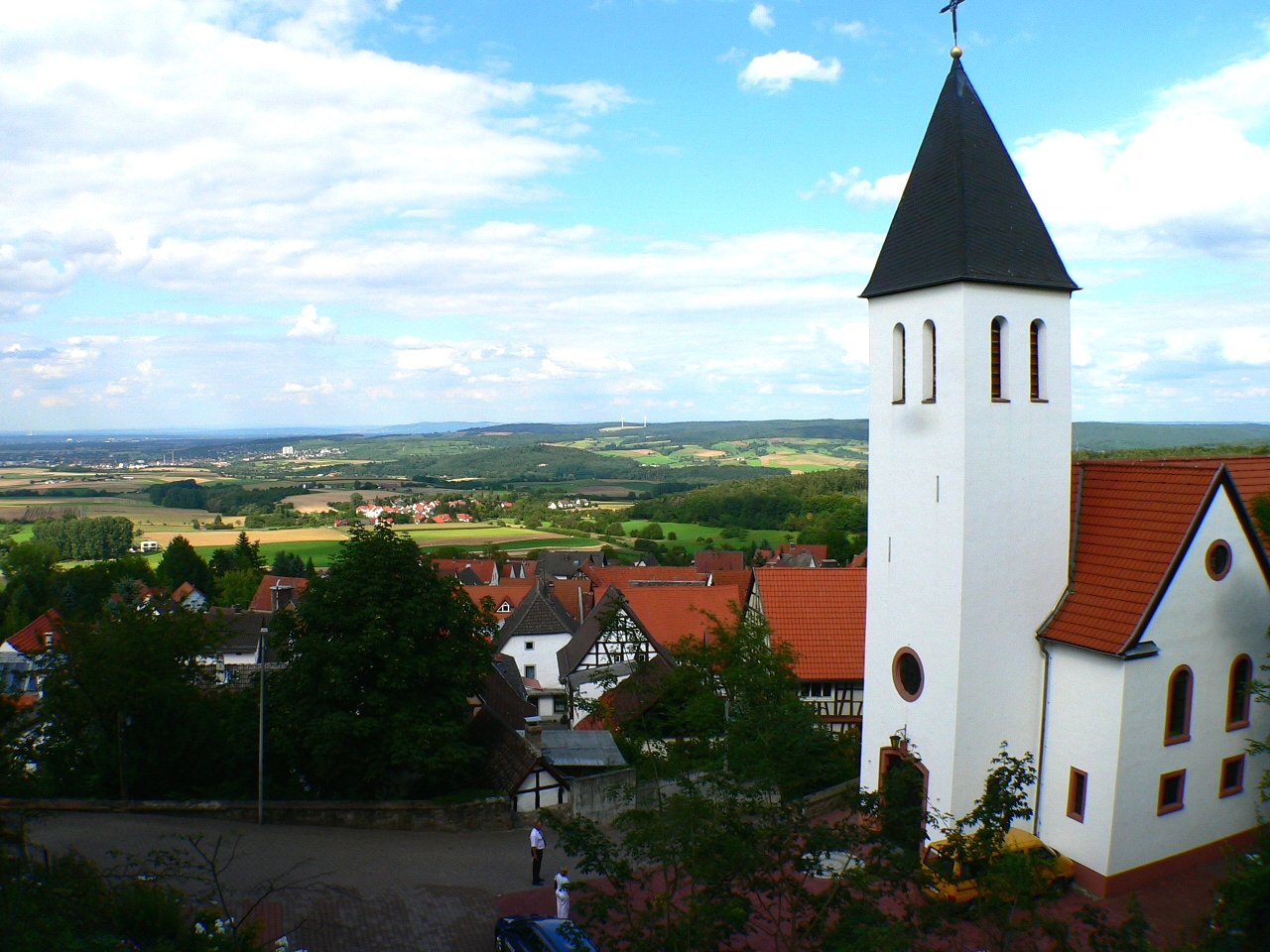
Blick auf Hering, kath. Pfarrkirche

Ehemals freiadliges Haus und Hof am Münchberg des Propstes Graslog vom Kloster Höchst, später Burgmannenhaus der Gans von Otzberg. Am Eingang des Treppenturms ist das Allianzwappen der Gans von Otzberg mit den Herren von Bettendorff angebracht

Hering ist ein Ortsteil der Gemeinde Otzberg im südhessischen Landkreis Darmstadt-Dieburg und hat etwa 950 Einwohner.

## Geologie
Bis zur Eingemeindung war Hering die kleinste Stadt Hessens. Sie liegt auf etwa 300 bis 368 Meter Höhe am Otzberg, auf dem die gleichnamige Veste steht. Der Berg ist der übriggebliebene Basaltkegel eines erloschenen Vulkans, dessen Eruptionen einst die geologischen Voraussetzungen für die äußerst fruchtbare Umgebung schufen.
Der Ort Hering besteht aus der Altstadt, die aus der Burgmannensiedlung hervorgegangen ist und dem sich zur Landstraße nach Zipfen/Nauses hinziehenden neueren Ortsteil. Die Altstadt war ehemals ummauert und umschloss den in Serpentinen ansteigenden Weg zum Tor der Burg. Dort gibt es noch einige Burgmannenhöfe, aber auch dichtere Bebauungen. Die Vorstadt ist geprägt von landwirtschaftlich genutzten Höfen und Einfamilienhäusern. Insgesamt weist Hering ein dörfliches Ortsbild auf. Südlich des Luftkurortes wurden einige Ferienhäuser errichtet.

## Geschichte

### Ortsgeschichte
Die Geschichte Herings ist eng mit der Festung auf dem Berg, der Veste Otzberg verknüpft. Dies deutet schon der Name an: Hering lässt sich wohl auf Höhenring zurückführen. Ob dieser Name auf eine eventuelle germanische oder gar keltische Höhenfestung hinweist, lässt sich aufgrund der mangelnden Befunde nur vermuten. Durch den umgreifenden Umbau der Festung im 16. Jahrhundert sind nicht einmal Spuren der mittelalterlichen Burg, vom Bergfried abgesehen, nachzuweisen. Das Schicksal von Berg und Stadt wird somit erst durch Urkunden des Mittelalters greifbar.
Wahrscheinlich gelangte der Berg, wie die gesamte Region, mit dem regionalen Hauptort Groß-Umstadt schon im 8. Jahrhundert zunächst an das Bistum Würzburg, dann an die Abtei Fulda. Diese nutzte wohl schon den Otzberg als Stützpunkt zur Verwaltung ihrer Besitzungen in der Region. Im 12. Jahrhundert erhielten die Pfalzgrafen den Otzberg als Lehen. Spätestens damals begann der massive Ausbau der Burg. Im Bereich der nördlich an diese anschließenden Vorburg entstand eine Burgmannensiedlung, die Hering genannt wurde. In diesem Zusammenhang sollte erwähnt werden, dass man heute zwischen Otzberg als Name der Burg und des Berges und Hering als Name der Siedlung unterscheidet. Im mundartlichen Sprachgebrauch trifft man jedoch auch die Bezeichnung Hering für den Berg und die Burg an. Eine Urkunde aus dem Jahr 1332 nennt den zeitweiligen Verkauf der Burg durch die Pfalz an die Herren von Frankenstein, 1374 wurden Burg und Stadt an die Grafen von Hanau verpfändet. In der Zwischenzeit hatte die Burgmannensiedlung offenbar Stadtrechte erhalten. Die eigentliche Verleihung der Stadtrechte ist zwar nicht dokumentiert, aber das erstmals 1322 erwähnte Hering wird in vielen Urkunden als Stadt genannt: 1374 Heringes die stat, 1427 Herynges daz stetlin, 1524 Herings.
Während des Landshuter Erbfolgekrieges (Bayrische Fehde) wurde die Burg 1504 von Hessen, 1522 von Bayern eingenommen. 1526 wurde sie vom Kaiser formal an Hessen übergeben, die Pfalz behielt die Burg jedoch bis nach dem Dreißigjährigen Krieg. 1647 wurde die Veste Otzberg vom französischen Marschall Turenne eingenommen. 1803 wurden Burg und Stadt formal und endgültig hessisch. Verwaltungsmäßig gehört Hering bis 1820 zum Amt Otzberg, das ab 1806 zur Provinz Starkenburg des Großherzogtums Hessen gehörte.
Die Statistisch-topographisch-historische Beschreibung des Großherzogthums Hessen berichtet 1829 über Hering:

„Hering (L. Bez. Dieburg) Stadt; liegt an der nördlichen Seite des Otzbergs, 3 St. von Dieburg und 11⁄4 St. von Umstadt. Hering hat 73 Häuser und 478 Einw., unter welchen sich 308 Reform., 153 Kath. und 17 Luth., so wie 23 Bauern, 21 Handwerker und 16 Taglöhner befinden. Die Kirche ist gemeinschaftlich; dagegen sind aber 2 Pfarrhäuser vorhanden. – Der Name wird von Höhering, weil hier der Wall oder Ring um die Höhe gewesen, abgeleitet. Hering war ein Lehen der Abtei Fulda, und wurde 1374 auf 9 Jahre an Hanau verpfändet, und 1390 vom Abt Friedrich an den Churfürsten Ruprecht den Aeltern verkauft. Zu dieser Zeit kommt der Ort schon als Städtchen vor. Im Jahr 1802 kam Hering von der Pfalz an Hessen.“

In Meyers Konversationslexikon (1888) steht über Hering geschrieben:

„Hering, Stadt in der hess. Provinz Starkenburg, Kreis Dieburg, am Fuß des Otzbergs, auf dem ein festes Bergschloß steht (früher Staatsgefängnis, jetzt unbewohnt), mit (1885) 463 meist evang. Einwohnern.“

Hessische Gebietsreform (1970–1977)
Am 31. Dezember 1971 fusionierte Hering im Zuge der Gebietsreform in Hessen freiwillig mit fünf weiteren bis dahin selbstständigen Gemeinden zur neuen Gemeinde Otzberg.
Für die sechs ehemals eigenständigen Gemeinden wurden Ortsbezirke mit Ortsbeirat und Ortsvorsteher nach der Hessischen Gemeindeordnung gebildet. Sitz der Gemeindeverwaltung wurde Lengfeld.

### Verwaltungsgeschichte im Überblick
Die folgende Liste zeigt die Staaten und Verwaltungseinheiten, denen Hering angehört(e):
- vor 1390: Heiliges Römisches Reich, Kloster Fulda Zent Umstadt (Kondominat)
- ab 1390: Heiliges Römisches Reich, Kurpfalz (durch Kauf) Oberamt Otzberg (zweimal kurzzeitig hessisch)
- ab 1777: Heiliges Römisches Reich, Kurfürstentum Pfalzbayern (durch Erbfall), Pfalzgrafschaft bei Rhein, Oberamt Otzberg
- ab 1803: Heiliges Römisches Reich, Landgrafschaft Hessen-Darmstadt,[Anm. 2] Amt Otzberg
- ab 1806: Großherzogtum Hessen,[Anm. 3] Fürstentum Starkenburg, Fürstentum Starkenburg, Amt Otzberg[11]
- ab 1815: Großherzogtum Hessen[Anm. 4], Provinz Starkenburg, Otzberg
- ab 1822: Großherzogtum Hessen, Provinz Starkenburg, Landratsbezirk Dieburg[Anm. 5]
- ab 1832: Großherzogtum Hessen, Provinz Starkenburg, Kreis Dieburg
- ab 1848: Großherzogtum Hessen, Regierungsbezirk Dieburg
- ab 1852: Großherzogtum Hessen, Provinz Starkenburg, Kreis Dieburg
- ab 1871: Deutsches Reich, Großherzogtum Hessen, Provinz Starkenburg, Kreis Dieburg
- ab 1918: Deutsches Reich (Weimarer Republik), Volksstaat Hessen, Provinz Starkenburg, Kreis Dieburg
- ab 1938: Deutsches Reich, Volksstaat Hessen, Landkreis Dieburg[12][Anm. 6]
- ab 1945: Amerikanische Besatzungszone,[Anm. 7] Groß-Hessen, Regierungsbezirk Darmstadt, Landkreis Dieburg
- ab 1946: Amerikanische Besatzungszone, Land Hessen, Regierungsbezirk Darmstadt, Landkreis Dieburg
- ab 1949: Bundesrepublik Deutschland, Land Hessen, Regierungsbezirk Darmstadt, Landkreis Dieburg
- ab 1972: Bundesrepublik Deutschland, Land Hessen, Regierungsbezirk Darmstadt,  Landkreis Dieburg, Gemeinde Otzberg[Anm. 8]
- ab 1977: Bundesrepublik Deutschland, Land Hessen, Regierungsbezirk Darmstadt, Landkreis Darmstadt-Dieburg, Gemeinde Otzberg

### Gerichte
Die zuständige Gerichtsbarkeit der ersten Instanz war:
- Zentgericht: Zunächst Umstadt, im 16. Jahrhundert eigene Zent
- ab 1821: Landgericht Umstadt
- ab 1879: Amtsgericht Groß-Umstadt
- ab 1970: Amtsgericht Dieburg

## Bevölkerung

### Einwohnerstruktur 2011
Nach den Erhebungen des Zensus 2011 lebten am Stichtag dem 9. Mai 2011 in Hering 882 Einwohner. Darunter waren 54 (6,1 %) Ausländer.
Nach dem Lebensalter waren 138 Einwohner unter 18 Jahren, 366 waren zwischen 18 und 49, 198 zwischen 50 und 64 und 180 Einwohner waren älter.
Die Einwohner lebten in 405 Haushalten. Davon waren 132 Singlehaushalte, 111 Paare ohne Kinder und 123 Paare mit Kindern, sowie 33 Alleinerziehende und 9 Wohngemeinschaften. In 84 Haushalten lebten ausschließlich Senioren und in 261 Haushaltungen leben keine Senioren.

### Einwohnerentwicklung
| • 1633: | 082 Einwohner            |
| • 1806: | 352 Einwohner, 63 Häuser |
| • 1829: | 478 Einwohner, 73 Häuser |
| • 1867: | 472 Einwohner, 91 Häuser |

| Hering: Einwohnerzahlen von 1806 bis 2019 | Hering: Einwohnerzahlen von 1806 bis 2019 | Hering: Einwohnerzahlen von 1806 bis 2019 | Hering: Einwohnerzahlen von 1806 bis 2019 | Hering: Einwohnerzahlen von 1806 bis 2019 |
| --- | ----------------------------------------- | ----------------------------------------- | ----------------------------------------- | ----------------------------------------- |
| Jahr |                                           |                                           |                                           | Einwohner                                 |
| 1806 | 1806                                      |                                           | 352                                       | 352                                       |
| 1829 | 1829                                      |                                           | 478                                       | 478                                       |
| 1834 | 1834                                      |                                           | 460                                       | 460                                       |
| 1840 | 1840                                      |                                           | 537                                       | 537                                       |
| 1846 | 1846                                      |                                           | 567                                       | 567                                       |
| 1852 | 1852                                      |                                           | 515                                       | 515                                       |
| 1858 | 1858                                      |                                           | 505                                       | 505                                       |
| 1864 | 1864                                      |                                           | 491                                       | 491                                       |
| 1871 | 1871                                      |                                           | 483                                       | 483                                       |
| 1875 | 1875                                      |                                           | 470                                       | 470                                       |
| 1885 | 1885                                      |                                           | 458                                       | 458                                       |
| 1895 | 1895                                      |                                           | 459                                       | 459                                       |
| 1905 | 1905                                      |                                           | 460                                       | 460                                       |
| 1910 | 1910                                      |                                           | 454                                       | 454                                       |
| 1925 | 1925                                      |                                           | 473                                       | 473                                       |
| 1939 | 1939                                      |                                           | 461                                       | 461                                       |
| 1946 | 1946                                      |                                           | 565                                       | 565                                       |
| 1950 | 1950                                      |                                           | 556                                       | 556                                       |
| 1956 | 1956                                      |                                           | 536                                       | 536                                       |
| 1961 | 1961                                      |                                           | 579                                       | 579                                       |
| 1967 | 1967                                      |                                           | 665                                       | 665                                       |
| 1970 | 1970                                      |                                           | 750                                       | 750                                       |
| 1980 | 1980                                      |                                           | ?                                         | ?                                         |
| 1990 | 1990                                      |                                           | ?                                         | ?                                         |
| 2000 | 2000                                      |                                           | ?                                         | ?                                         |
| 2011 | 2011                                      |                                           | 882                                       | 882                                       |
| 2015 | 2015                                      |                                           | 902                                       | 902                                       |
| 2019 | 2019                                      |                                           | 924                                       | 924                                       |
| Datenquelle: Historisches Gemeindeverzeichnis für Hessen: Die Bevölkerung der Gemeinden 1834 bis 1967. Wiesbaden: Hessisches Statistisches Landesamt, 1968. Weitere Quellen: LAGIS; Zensus 2011; ab 2012: Gemeinde Otzberg |                                           |                                           |                                           |                                           |

### Historische Religionszugehörigkeit
| • 1829: | 017 lutheranische (= 3,55 %), 308 reformierte (= 64,44 %) und 153 katholische (= 32,01 %) Einwohner |
| • 1961: | 326 evangelische (= 56,30 %), 240 katholische (= 41,45 %) Einwohner                                 |

## Politik

### Ortsbeirat
Für Hering besteht ein Ortsbezirk (Gebiete der ehemaligen Gemeinde Hering) mit Ortsbeirat und Ortsvorsteher nach der Hessischen Gemeindeordnung.
Der Ortsbeirat besteht zurzeit aus vier Mitgliedern. Seit den Kommunalwahlen in Hessen 2021 gehören alle Mitglieder der CDU an. Ortsvorsteher ist Jens Pfeiffer.

### Wappen
Das Wappen von Hering stammt aus dem 19. Jahrhundert. Der blaue Hering ist ein redendes Symbol. Die Eicheln verweisen auf die historische Zugehörigkeit der Stadt zum Wildbann Dreieich.
Eine offizielle Flagge wurde nie genehmigt. Es gibt jedoch eine nichtamtliche Flagge, die auf grün-weiß-grünem Flaggentuch das Gemeindewappen zeigt.

## Kultur und Sehenswürdigkeiten

### Musik
- Herings bekanntester Musikact ist die Band H-Borrm (Heuboden), die auf Odenwälder Mundart das Leben in lustigen „Hausmacher Rock“ verpacken. Bekannte Lieder sind neben dem Hit Brunnebau, in dem in historische Klänge gewandet mit einem Augenzwinkern die Entstehungsgeschichte des Burgbrunnens der Veste Otzberg besungen wird, die Lieder Gisela, Buddekrehm, Raache oder auch Wer wor de Held.
- Weiterhin wird die Burg vom Odenwälder Shanty Chor besungen.

### Bauwerke
- Katholische Pfarrkirche
- Evangelische Kirche
- Historisches Rathaus
- Burgmannenhaus der Gans von Otzberg
- Veste Otzberg mit Volkskundemuseum
- Das Backhaus

### Regelmäßige Veranstaltungen
- September: Backhausfest[18] und Kerb[19]
- Dezember: Weihnachtsmarkt[20]

### Naherholungsgebiete
- Waldspielplatz Hering, der im Volksmund aufgrund der ursprünglich dort aufgestellten hölzernen Spielgeräte und Schutzhütten, auch Indianerspielplatz genannt wird
- Minigolfplatz am Fuße des Otzbergs
- Gartenbahnanlage am Fuße des Otzbergs[21]

### Natur und Schutzgebiete
Das „Gebiet um den Otzberg“ in der Gemarkung Hering ist als flächenhaftes Naturdenkmal geschützt, es umfasst den oberen Bergkegel mit der Veste Otzberg sowie das umgebende Gelände. In der Ortslage beim ehemaligen Schulhaus liegt das geologische Naturdenkmal „Aufgelassener Säulenbasalt-Steinbruch“.
Zur Gemarkung gehören im Süden auch Teile des Natura2000-Gebietes „Wald südlich von Otzberg“ (FFH-Gebiet 6119-301) mit schützenswerten Buchenwaldbeständen.